# 열대둥근마
열대둥근마(熱帶－, greater yam, purple yam 또는 ube, 학명: Dioscorea alata 디오스코레아 알라타[*])는 마과의 덩굴식물이다.
참고로, 둥근마(air potato, 라틴어: Dioscorea bulbifera)는 참마과에 속하는 참마의 일종이다.

## 분포
아시아, 아프리카, 오세아니아, 북아메리카, 남아메리카에 분포한다. 동남아시아(말레이시아, 미얀마, 베트남, 브루나이, 인도네시아, 타이완, 태국, 필리핀), 남아시아(네팔, 인도), 오세아니아(파푸아뉴기니)가 원산지이다.

## 사진 갤러리

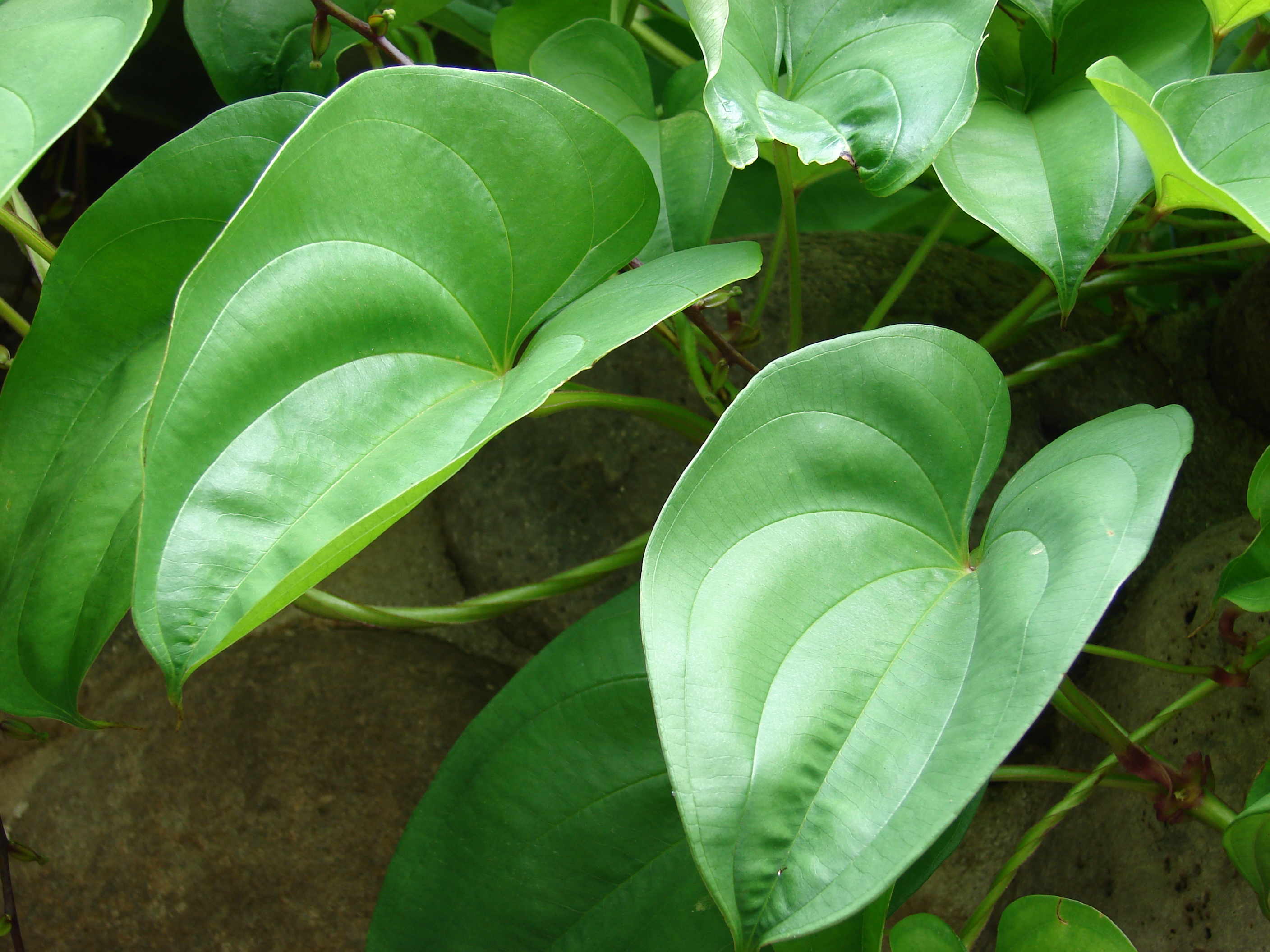
잎
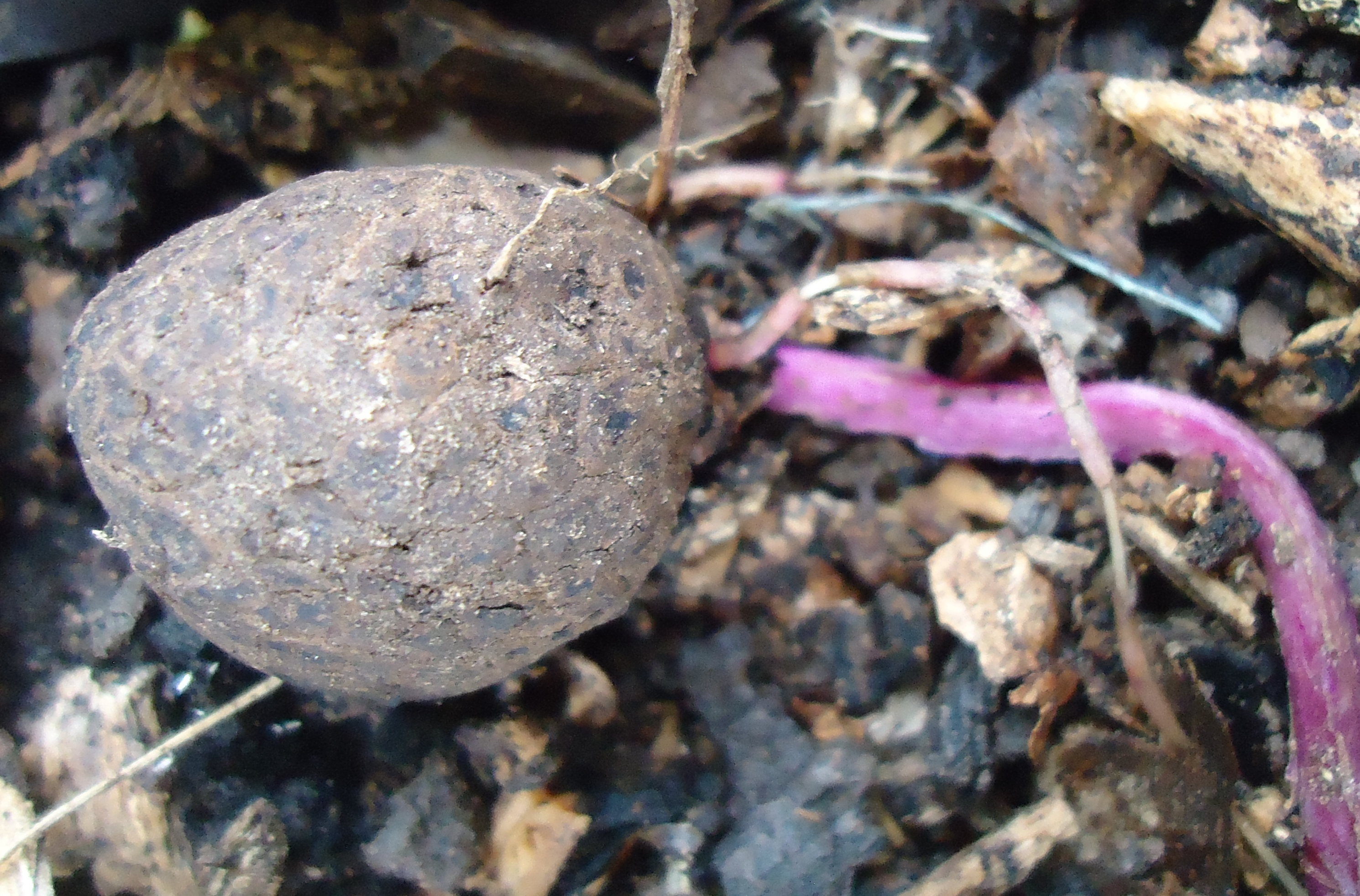
알뿌리
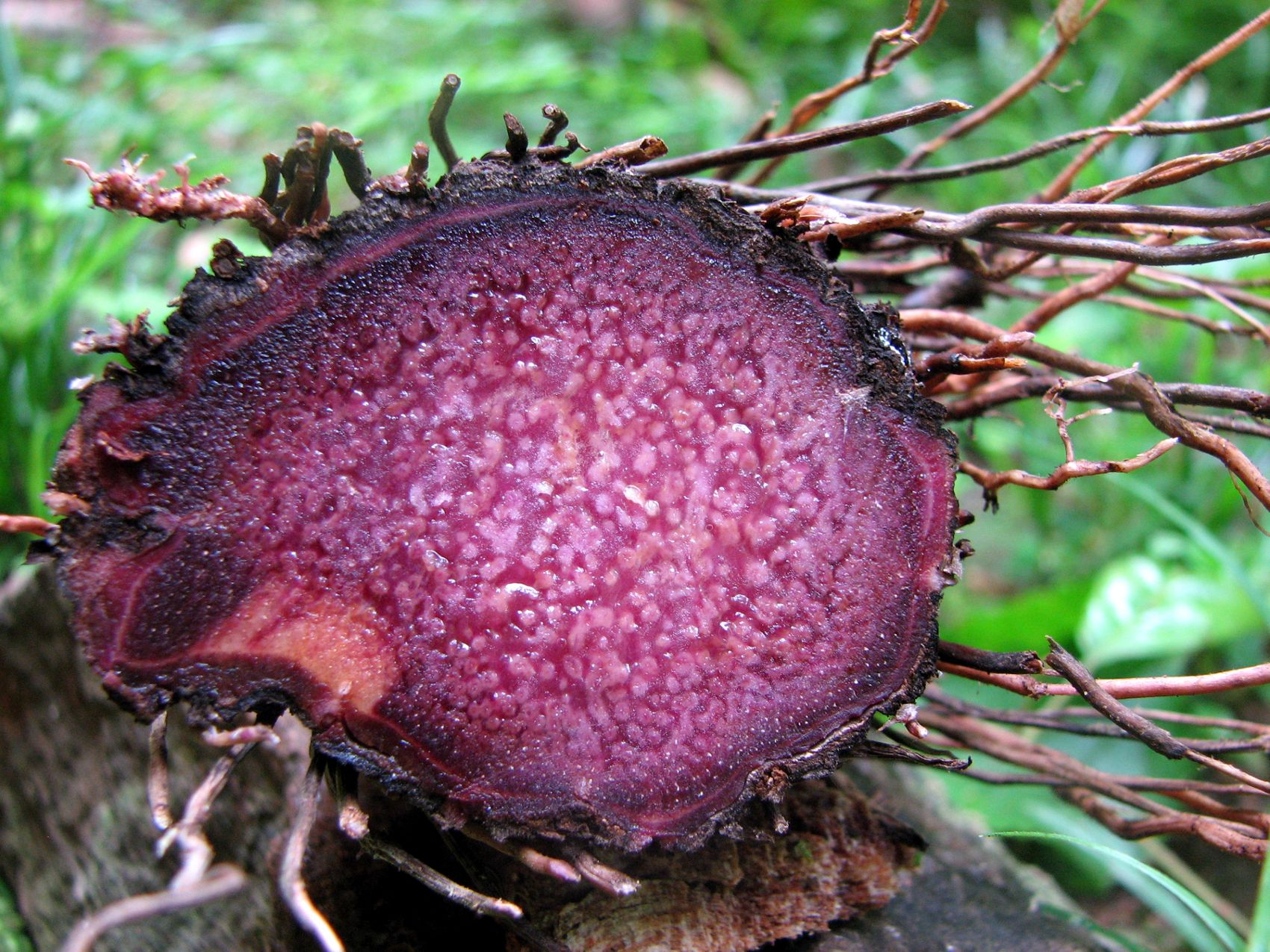
알뿌리 단면